# إغوانة رأس الرجاء
إغوانة رأس الرجاء (الاسم العلمي: Ctenosaura hemilopha) (بالإنجليزية: Cape spinytail iguana)‏ هي نوع من الزواحف تتبع جنس الإغوانة شائكة الذيل من الفصيلة الإغوانية.